# Alex Shepherd
 (mai 2022).
Pour les articles homonymes, voir Shepherd.
Pour Alex Sherpherd, personnage de jeux, voir Silent Hill: Homecoming.
Alexander James Shepherd (né le 13 octobre 1946) est un homme politique canadien de l'Ontario. Il est député fédéral libéral de la circonscription ontarienne de Durham de 1993 à 2004.

## Biographie
Né à Toronto en Ontario, Shepherd travaille comme comptable agréé à Port Perry (en). 
Élu en 1993. Réélu en 1997 et 2000, il ne se représente pas en 2004. Durant sa carrière, il sert comme secrétaire parlementaire du ministre du Revenu et siège au comité des Finances et du comité sur l'Économie.